# أيزيا أرموود
أيزيا أرموود (بالإنجليزية: Isaiah Armwood) مواليد 28 ديسمبر 1990 في بالتيمور، هو لاعب كرة سلة أمريكي. بدأ مسيرته الاحترافية في سنة 2014. يلعب في دوري كرة السلة الياباني للمحترفين. يحمل الرقم 32. يبلغ طوله 6 قدم 9 بوصة (2.1 م). لعب مع أكويلا باسكت ترينتو في ليغا باسكيت الدرجة الأولى.

## روابط خارجية
- أيزيا أرموود على موقع دوري كرة السلة الياباني للمحترفين (اليابانية)
- أيزيا أرموود على موقع كرة السلة الأوروبية.كوم (الإنجليزية)
- أيزيا أرموود على موقع كلية كرة السلة في سبورتس رفرنس.كوم (الإنجليزية)
- أيزيا أرموود على موقع ريلجم (الإنجليزية)
- أيزيا أرموود على موقع بروبوليرز (الإنجليزية)
- أيزيا أرموود على موقع سبورتس رفرنس (الإنجليزية)
- أيزيا أرموود على موقع سبورتس رفرنس (الإنجليزية)